# Pamyat
A Sociedade Pamyat (em russo:  Общество «Память», em russo:  Obshchestvo «Pamyat», pronúncia russa: [ˈpamʲɪtʲ]; em português: Sociedade "Memória"), oficialmente Frente Nacional Patriótica "Memória" (FNP "Memória"; em russo:  Национально-патриотический фронт «Память»; НПФ «Память»; Natsionalno-patrioticheskiy front «Pamyat», NPF «Pamyat»), foi uma organização neonazista e ultranacionalista que se identificava como o "movimento Cristão Ortodoxo Nacional-Patriótico do Povo". O foco declarado do grupo era preservar a cultura russa. Seu líder de longa data, Dmitri Vasilyev, morreu em 2003. A organização era descrita como antissemita e chauvinista. O grupo desapareceu nos anos 1990 e se fragmentou em outros grupos como a Frente Patriótica Nacional e a União Nacional da Rússia.

## História
No final dos anos 1970, uma associação histórica de nome Vityaz (Витязь, literalmente "Cavaleiro"), financiada pela Sociedade Soviética para a Proteção dos Monumentos Históricos e Culturais, fundou uma "organização histórica, cultural e educacional informal", unindo ativistas bibliófilos e historiadores amadores. Um dos propósitos desta recém-formada organização era preparar a já próxima celebração do 600º aniversário da Batalha de Culicovo.
Alguns ativistas notáveis do Vityaz em Moscou eram Ilya Glazunov (artista), S. Malyshev (historiador) e A. Lebedev (Coronel do Ministério das Relações Internas). Grupos similares foram criados em outras regiões da União Soviética. Mais tarde, grupos informais com associação limitada se consolidaram sob o nome de Pamyat.
Em uma reunião interna em 4 de outubro de 1985, o Pamyat se dividiu em várias facções, muitas das quais tentaram manter o mesmo nome como "verdadeiro" Pamyat. Um deles, o chamado grupo de Vasilyev, liderado por Dmitri Vasilyev (um ex-empregado do estúdio de Glazunov), A. Andreyev e A. Gladkov, concentrou suas atividades na mídia.
Em 6 de maio de 1987, o Pamyat realizou uma manifestação não registrada e, portanto, ilegal no centro de Moscou para exigir o fim da construção de um projeto comemorativo oficialmente sancionado na Colina de Poklonnaya. Isso resultou em uma reunião de duas horas com Boris Yeltsin, na época o primeiro secretário do Comitê da Cidade de Moscou do Partido Comunista da União Soviética.
No outono de 1987, foi fundada a Frente Nacional Patriótica (NPF), com o objetivo de um "renascimento", na intenção de "levar o povo russo ao reavivamento espiritual e nacional" com base em "três valores tradicionais russos": Ortodoxia, caráter nacional e espiritualidade.
Após várias divisões e a dissolução iminente da União Soviética, a organização adotou uma posição monarquista.
Em agosto de 1990, um membro permanente do conselho do FNP, Aleksandr Barkashov (o autor do livro O ABC de um nacionalista russo), causou outra divisão após seu anúncio de estar "cansado de se preocupar com lembranças". Ele afirmava que seria "hora de agir". Seu novo grupo foi apelidado de "União Nacional da Rússia" (Русское Национальное Единство). Barkashov promoveu a veneração da suástica, um símbolo tradicional indo-europeu[carece de fontes?] que, de acordo com Barkashov, "age sobre o subconsciente dos teomaquistas. Ela os paralisa, enfraquece e desmoraliza."
Em 1991, o jornal da organização (com tiragem de 100.000) e a estação de rádio (ambos oficialmente registrados) foram lançados.
No final dos anos 1990, o Pamyat original desapareceu da cena pública. Dmitry Vasilyev morreu em 17 de julho de 2003. A organização foi reativada em 2005 e participou das marchas russas .
Em 1º de setembro de 2021, tornou-se sabida a morte de Nikolai Skorodumov: de acordo com uma postagem de Vladimir Basmanov na rede social Vkontakte, Nikolai Skorodumov morreu em 10 de junho de 2021 aos 70 anos em um hospital de Zelenograd

## Ideologia
O tema recorrente na ideologia do grupo era a alegação da existência de um chamado "complô sionista-maçônico" contra a Rússia como "a principal fonte dos infortúnios do povo russo, da desintegração da economia, da desnacionalização da cultura russa, do alcoolismo, da crise ecológica" (de acordo com Pamyat). Os sionistas também foram responsabilizados pelo desencadeamento das revoluções em 1905 e 1917, pela morte de milhões no curso da Guerra Civil Russa e pelo culto à personalidade de Joseph Stalin. O aparato do governo soviético contemporâneo teria sido supostamente infiltrado por "sionistas e maçons" trabalhando como "agentes do sionismo" e servindo ao propósito de subordinar o governo soviético à "capital judaica". A acusação do "Governo de Ocupação Sionista" era frequentemente usada por Pamyat.
Oficialmente, a organização afirma que sua ideologia era meramente "antissionista", não antissemita.
Em 1993, um Tribunal Distrital em Moscou decidiu formalmente que os Protocolos dos Sábios de Sião eram uma farsa, e rejeitou um processo de difamação pelo Pamyat. A organização foi criticada por usar o documento em suas publicações.
É alegado que a ideologia de Pamyat misturava fascismo com monarquia autocrática (rejeitando a linhagem "legitimista" da família Romanov), e uma interpretação da Ortodoxia que tomava emprestado muito do Cristianismo Positivo, patrocinado pelos nazistas. Um dos fundadores de Pamyat, Valeriy Yemelyanov, tentou fundir o neopaganismo religioso com o neonazismo étnico russo. Ele também é o autor do livro "Dessionização".[carece de fontes?]
O Pamyat saiu em apoio ao governo de Yeltsin durante o bombardeio de 1993 ao parlamento russo, um movimento surpreendente, tendo em vista que Pamyat tinha muitos simpatizantes ideológicos junto aos defensores do parlamento. Pamyat também se recusou a participar das eleições parlamentares de 1993, pois considerava todas as eleições uma fachada da conspiração judaico-maçônica.[carece de fontes?]
O grupo desapareceu na década de 1990 e foi dividido em outros grupos como a Frente Nacional Patriótica e a União Nacional da Rússia.

## Citações
Da carta aberta do líder da FNP "Pamyat", D. Vasilyev, ao Presidente da Federação Russa Boris Yeltsin:
"... Sua comitiva judia... já fez bom uso de você e não precisa mais de você. Você compartilhará o destino de Napoleão, Hitler, etc. que eram ditadores mantidos por sionistas... O objetivo do sionismo internacional é tomar o poder em todo o mundo. Por esta razão, os sionistas lutam contra as tradições nacionais e religiosas de outras nações e, para este fim, criaram o conceito maçônico de cosmopolitismo."
Da carta aberta do líder da FNP "Pamyat", D. Vasilyev, ao Presidente da Federação Russa Vladimir Putin:
"Sr. Presidente, sua iniciativa de reduzir os impostos atende às nossas demandas. É um passo positivo. Infelizmente, a economia moderna é uma economia de minoria nacional, que oprime a maioria. Eles são verdadeiros sugadores do nosso dinheiro, recursos minerais, etc.
Os bancos não devem vender dinheiro e torná-lo um tipo de bem comerciável. Devem servir a esfera produtiva da economia. Somos contra um sistema político multipartidário. Muitos partidos significa distribuição de egoísmo, chantagem etc. A Rússia tem a sua própria história, que tem 1000 anos. Não faz sentido copiar as instituições ocidentais em toto. Elas podem ser positivas e eficientes em pequenos países europeus, mas em um país tão grande como a Rússia, um sistema parlamentar fraco e corrompido significa anarquia e promove o separatismo econômico e político."

## Leitura complementar
- William Korey, Russian Antisemitism, Pamyat, and the Demonology of Zionism, Harwood Academic Pub, 2007
- Walter Laqueur, Black Hundreds : the Rise of the Extreme Right in Russia, New York : HarperCollins, 1993
- Marlène Laruelle, Le Rouge et le noir. Extrême droite et nationalisme en Russie, Paris, Éditions du CNRS, 2007 (em francês)